# Саркисян, Сурен Арташесович
Сурен Арташесович Саркисян (1924—2009) — ефрейтор Советской Армии, участник Великой Отечественной войны, Герой Советского Союза (1945).

## Биография
Сурен Саркисян родился 31 октября 1924 года в селе Воскеваз (ныне — Арагацотнская область Армении). Окончил десять классов школы. В 1942 году Саркисян был призван на службу в Рабоче-крестьянскую Красную Армию. С февраля 1943 года — на фронтах Великой Отечественной войны.
К июню 1944 года ефрейтор Сурен Саркисян был телефонистом роты связи 837-го стрелкового полка 238-й стрелковой дивизии 50-й армии 2-го Белорусского фронта. Отличился во время освобождения Могилёвской области Белорусской ССР. 27 июня 1944 года Саркисян переправился через Днепр под Могилёвом и проложил линию связи между командованием полка и силами на плацдарме на западном берегу реки, после чего поддерживал её бесперебойность, оперативно устраняя повреждения. Лично участвовал в отражении немецких контратак, ведя огонь из пулемёта.
Указом Президиума Верховного Совета СССР от 24 марта 1945 года за «образцовое выполнение боевых заданий командования на фронте борьбы с немецкими захватчиками и проявленные при этом мужество и героизм» ефрейтор Сурен Саркисян был удостоен высокого звания Героя Советского Союза с вручением ордена Ленина и медали «Золотая Звезда» за номером 5399.
В марте 1946 года Саркисян был демобилизован. Проживал и работал сначала на родине, затем в Ереване. В 1951 году Саркисян окончил Ереванский политехнический институт.
Умер 14 ноября 2009 года, похоронен в родном селе.

## Награды
- Медаль «Золотая Звезда» Героя Советского Союза № 5399 (24.03.1945);
- орден Ленина  № 32308 (24.03.1945);
- орден Красного Знамени № 336522 (05.05.1945);
- орден Отечественной войны 1-й степени (06.04.1985[2]);
- орден Трудового Красного Знамени № 638379 (11.06.1971);
- орден Красной Звезды № 1083828 (05.10.1944);
- орден «Знак Почёта» № 528668 (31.12.1966);
- медали, в том числе:
  - «За отвагу» (06.07.1944);
  - «За боевые заслуги» № 969288 (12.06.1944);
  - «За доблестный труд. В ознаменование 100-летия со дня рождения Владимира Ильича Ленина»;
  - «Ветеран труда».